# Hesdin

Hesdin este o comună în departamentul Pas-de-Calais, Franța. În 1 ianuarie 2022 avea o populație de 2.225 de locuitori.

## Personalități născute aici
- Henri Le Fauconnier (1881 - 1946), pictor.